# Sparkasse Gengenbach
Die Sparkasse Gengenbach war eine öffentlich-rechtliche Sparkasse mit Sitz in Gengenbach in Baden-Württemberg. Ihr Geschäftsgebiet lag im Vorderen Kinzigtal im Ortenaukreis, rund um die Stadt Gengenbach. Am 1. Januar 2021 fusionierte die Sparkasse mit der Sparkasse Haslach-Zell zur Sparkasse Kinzigtal.

## Organisationsstruktur
Die Sparkasse Gengenbach war eine Anstalt des öffentlichen Rechts. Rechtsgrundlagen waren das Sparkassengesetz für Baden-Württemberg und die Satzung der Sparkasse. Organe der Sparkasse waren der Vorstand, der Verwaltungsrat und der Kreditausschuss. 

## Geschäftszahlen
Die Sparkasse Gengenbach betrieb als Sparkasse das Universalbankgeschäft. Die Sparkasse Gengenbach wies im Geschäftsjahr 2019 eine Bilanzsumme von 485,23 Mio. Euro aus und verfügte über Kundeneinlagen von 290,44 Mio. Euro. Gemäß der Sparkassenrangliste 2019 lag sie nach Bilanzsumme auf Rang 362. Sie unterhielt 8 Filialen/Selbstbedienungsstandorte und beschäftigte 81 Mitarbeiter.

## Filialen
Die Sparkasse Gengenbach hatte folgende Filialen:
- Gengenbach Innenstadt
- Reichenbach (dauerhaft geschlossen)
- Ohlsbach
- Gengenbach Binzmatt (dauerhaft geschlossen)
- Berghaupten
- Gengenbach Vorstadt (dauerhaft geschlossen)
- Fußbach (seit Oktober 2012 geschlossen)[3]

## Sparkassen-Finanzgruppe
Die Sparkasse Gengenbach war Teil der Sparkassen-Finanzgruppe. Die Sparkasse vermittelte daher z. B. Bausparverträge der LBS, Investmentfonds der Deka und Versicherungen. Die Funktion der Sparkassenzentralbank nahm die LBBW wahr.